# قاسم أبو عين
قاسم محمد مصطفى أبو عين (1939 - )، سياسي وأكاديمي أردني ووزير سابق ولد في ناطفة - إربد، الأردن. شغل منصب وزير الثقافة وزير الشباب من 1997-1998. اشتهر بأناشيده الوطنية وله ديوان شعر مطبوع.

## حياته
حاصل على بكالوريوس في اللغة العربية وآدابها من جامعة دمشق 1967، وماجستير في التربية من جامعة اليرموك 1983.
عمل منذ 1958 معلماً، ومدير مدرسة، ومشرفاً تربوياً، ومساعد مدير تربية، ومديراً للتربية والتعليم لمحافظة المفرق، ومحافظة إربد، ومحاضراً غير متفرغ بجامعة اليرموك منذ 1984. وعضو الفريق الوطني للإشراف على تأليف كتب اللغة العربية ووضع مناهجها، للمرحلتين الأساسية والثانوية.
كما عين وزيرا للثقافة والشباب

## دواوينه الشعرية
- أغنيات للوطن 1990.